# دریاچه گل‌پل
دریاچه گل‌پل، در جنوب‌شرقی شهرستان قائم‌شهر بعد از روستای برنجستانک و سد خاکی زمزم در میان جنگل قرار گرفته و دارای دو حوضچه مجزا است.
وسعت این دریاچه حدود ۵/۲ هکتار بوده و عمق آن بین ۱ تا ۵ متر است.
این دریاچه به علت شیرینی آب آن، به زیستگاه ماهیان و پرندگان آبزی تبدیل شده‌است. دریاچه گل‌پل چشم اندازهای جنگلی زیبایی دارد و محوطه اتراق مناسبی نیز در اطراف آن تعبیه شده‌است.